# Maus (roman grafic)
Maus: Povestea unui supraviețuitor (en: Maus: A survivor's tale) este un roman grafic de Art Spiegelman. Acesta prezintă memoriile tatălui autorului, un evreu polonez care a supraviețuit holocaustului. Cartea urmărește, de asemenea, relația dificilă a autorului cu tatăl său și modul în care efectele războiului reverberează de-a lungul generațiilor unei familii. Toate personajele sunt prezentate ca animale antropomorfe (numele romanului, Maus, înseamnă în germană șoarece, acesta fiind animalul care îi reprezintă în carte pe evrei).
Câteva părți ale poveștii au apărut în revista Raw între anii 1980 și 1991. Povestea completă a fost publicată în două volume: primul în 1986 (My Father Bleeds History) și al doilea în 1991 (And Here My Troubles Began). Munca la romanul grafic a durat, în total, treisprezece ani. În 1992 acesta a primit Premiul Special Pulitzer. The New York Times scrie, în legătură cu acordarea premiului, că „Membrii comitetului Pulitzer ... consideră că descrierea făcută de autor Germaniei naziste este greu de clasificat”.

## Rezumat
Cartea alternează planul vieții contemporane a lui Art (autorul), Vladek (tatăl său) și a apropiaților lor în cartierul Rego Park din New York, cu planul poveștilor lui Vladek Spiegelman despre viața în Polonia înainte și în timpul celui de-al Doilea război mondial. Acesta a trăit cu familia sa în Radomsko, Częstochowa, Sosnowiec și Bielsko la sfârșitul anilor '30. Evenimentele tragice de după începerea războiului îl vor aduce în cele din urmă la Auschwitz ca prizonierul 175113.
De-a lungul cărții, Art Spiegelman prezintă relația sa complexă și adesea conflictuală cu tatăl său. De exemplu, Vladek dă dovadă de prejudecăți rasiale împotriva negrilor, în ciuda propriilor suferințe cauzate de antisemitism. El este prezentat ca fiind zgârcit și foarte dificil cu cei din jur, inclusiv cu Mala, a doua sa soție, care este și ea o supraviețuitoare a lagărelor de concentrare. Personalitatea de acum a lui Vladek pare foarte diferită de cea din lagăr, unde era descurcăreț și dădea dovadă de compasiune.

## Teme
Prezentarea holocaustului este tema principală a celor două romane grafice, dând cărții un aspect metabiografic. Autorul menționează deseori sentimentele cu care se confruntă încercând să "exprime inexprimabilul". Holocaustul este prezentat prin ochii unui supraviețuitor, dar și a celor care nu l-au trăit direct, dar au fost totuși profund afectați de acesta.

## Reprezentarea prin animale
- evreii sunt reprezentați de șoareci
- germanii sunt reprezentați de pisici
- polonezii sunt reprezentați de porci
- americanii sunt reprezentați de câini
- afroamericanii sunt reprezentați de câini negri
- țiganii sunt reprezentați de fluturi de molie (Lymanthia dispar, în engleză Gypsy moth)
- francezii sunt reprezentați de broaște
- suedezii sunt reprezentați de reni
- britanicii sunt reprezentați de pești
- rușii sunt reprezentați de urși
- doi copii cu mama germană și un tatăl evreu sunt văzuți ca șoareci cu dungi de pisică
- în fundalul de pe pagina 34 din Maus I apar și un iepure, un elan, un cal, un elefant, o capră și o lamă, fără indicații despre ce grup reprezintă.

Animalele sunt alese ca simbolice pentru națiunile respective din diverse motive:
- Evreii, ca șoareci, pot fi văzuți ca victime slabe și neajutorate, dar și ca o satiră la adresa faptului că naziștii îi considerau "animale dăunătoare". De asemenea, se poate să fie un simbol pentru supraviețuirea lor în ciuda persecuțiilor naziste.
- După publicarea cărții în Polonia, mulți polonezi s-au simțit jigniți că au fost reprezentați prin porci. Cu toate astea, multe personaje poloneze sunt prezentate într-o lumină pozitivă, ca de exemplu guvernatoarea familiei Spiegelman, sau doamna Motonowa, care îi ascunde pe Vladek și Anja (soția lui), asumându-și un mare risc. Spiegelman a exprimat că a ales porcii cu bună credință, datorită unor faimoase personaje americane, ca Porky Pig și Miss Piggy. Această alegere poate să reprezinte și ocupația tradițională de agricultori a polonezilor.
- Reprezentarea francezilor ca broaște pare să fie o referință la porecla "frogs"("broaște") pe care aceștia o au în lumea anglofonă, datorită renumelui pe care îl au că mănâncă broaște. În carte se sugerează totuși că autorul a vrut să le dea un caracter oarecum "alunecos", deoarece îi spune soției sale franțuzoaice: "Iepurașii sunt prea inocenți pentru francezi... gândește-te la anii de antisemitism".

Cu excepția americanilor (câini), toate personajele de aceeași naționalitate sunt desenate la fel. De exemplu, majoritatea șoarecilor evrei se aseamănă, indiferent de vârstă sau sex. Sunt individualizați prin haine sau alte detalii. Spiegelman însuși poartă întotdeauna o cămașă albă cu o vestă neagră, șamd. Când ies pe străzile unui oraș ocupat de naziști, evreii poartă măști de porc, ca simbol al eforturilor lor de a trece drept polonezi.
Folosirea animalelor în romanul grafic poate părea deplasată, dar autorul nu creează stereotipuri, ci dimpotrivă, le ridiculizează arătând cât de stupid este să clasifici oamenii după naționalitate sau etnie. Simbolurile nu sunt ale sale: sunt "împrumutate de la germani... Până la urmă, cartea este esențial despre ceea ce au în comun toate ființele umane. E o nebunie să îi împarți după criterii naționaliste, rasiale sau religioase... Aceste metafore, care sunt menite să se autodistrugă în cartea mea - și cred că reușesc să facă asta - au totuși o forță reziduală care îi mișcă pe oameni".
Scopul animalelor se poate să fie și detașarea cititorului de viața reală, pentru a face povestea supraviețuirii Holocaustului accesibilă și cititorilor mai tineri. Dar aspectul uman se menține prin modul de a povesti al tatălui și prin descrierea emoțiilor și a relațiilor dintre personaje de-a lungul întregii acțiuni.

## Publicarea
Maus a apărut inițial în format de bandă desenată de trei pagini în Funny Aminals, o revistă underground publicată de Apex Novelties, în 1972. În 1977, Spiegelman a decis să lungească lucrarea, publicând-o serializat în revista RAW, pe care Spiegelman o edita împreună cu soția sa Françoise Mouly. A apărut apoi în forma finală în două părți (volumul I: "My Father Bleeds History" în 1986 și volumul II: "And Here My Troubles Began" în 1991), înainte de a fi adunat într-un singur volum. Există și o ediție pe suport CD. În România, Maus a fost publicat de editura ART într-un singur volum care cuprinde ambele părți, în traducerea lui Cristian Neagoe.

## Impact
De la publicare, Maus a făcut subiectul a numeroase eseuri.
Alan Moore a lăudat romanul, spunând „M-am convins că Art Spiegelman este probabil cel mai important creator de benzi desenate care lucrează în domeniu și după părerea mea, Maus este cea mai bună creație a sa de până acum”.
Maus a fost studiat și în școli, atât la cursurile despre literatura modernă în limba engleză, cât și la cele despre cultura evreiască.
În 2008 Entertainment Weekly a plasat Maus pe locul 7 în lista lor The New Classics: Books - The 100 best reads from 1983 to 2008 (Noii clasici: Cele mai bune 100 de cărți din 1983 până în 2008), fiind astfel cel mai sus clasat roman grafic.

## Premii și nominalizări

### Premii
- 1988 Premiile Festivalului internațional de bandă desenată de la Angoulême - Religious Award: Christian Testimony & Prize for Best Comic Book: Foreign Comic Award (Maus: un survivant raconte).
- 1988 Premiul Urhunden - Album străin (Maus).
- 1990 Premiile Max & Moritz - Premiu special (Maus).
- 1992 Premiul Pulitzer Prize - Premii și mențiuni speciale - Letters (Maus).
- 1992 Premiul Eisner - Cel mai bun album grafic: Reprint (Maus II).
- 1992 Premiul Harvey - Cel mai bun album grafic de lucrări prepublicate (Maus II).
- 1993 Premiul Los Angeles Times pentru carte de ficțiune (Maus II, A Survivor's Tale).
- 1993 Premiile Festivalului internațional de bandă desenată de la Angoulême - Premiul pentru cea mai bună carte de benzi desenate: Bandă desenată străină (Maus: un survivant raconte, part II).
- 1993 Premiul Urhunden - Album străin (Maus II).

### Nominalizări
- 1986 Premiul National Book Critics Circle
- 1992 Premiul National Book Critics Circle

## Ediții
- ISBN 0-394-74723-2, Volume One (paperback)
- ISBN 0-394-54155-3, Volume One (hardcover)
- ISBN 0-679-72977-1, Volume Two (paperback)
- ISBN 0-394-55655-0, Volume Two (hardcover)
- ISBN 0-679-41038-4, Hardcover set (both volumes in two books)
- ISBN 0-679-74840-7, Paperback boxed set
- ISBN 0-14-101408-3, Paperback containing both volumes in one book
- ISBN 0-679-40641-7, Hardcover containing both volumes in one book